# Босенко Валерій Олексійович
Валерій Олексійович Босенко (1 січня 1927, Маріуполь, УРСР, СРСР — 19 березня 2007, Київ, Україна) — радянський філософ-марксист, професор КДУ, розвивав матеріалістичну діалектику, займався філософськими питаннями педагогіки.

## Біографія
Валерій Олексійович Босенко народився у місті Маріуполь 1 січня 1927 року. У роки війни залишався в окупації. Активно допомагав Червоній Армії. Був важко поранений. У 1946 році вступив на філософський факультет Київського державного університету ім. Т. Г. Шевченка, де після закінчення навчання працював на посадах асистента, доцента, професора. Керівником кандидатської дисертації В. А. Босенко «Деякі питання діалектики безперервності і переривчастості в русі» (1956) був П. В. Копнін. У 1968 році захистив докторську дисертацію на тему «Діалектика як теорія розвитку». Деякий вплив на становлення педагогічних поглядів В. А. Босенко мав С. Х. Чавдаров. З 1998 по 2002 рік викладав на кафедрі філософії Київського політехнічного інституту. Користувався великою популярністю у багатьох поколінь студентів, ввів метод студентсько-аспірантських гуртків для колективного філософського навчання на факультеті. 
Широкої популярності серед філософів, педагогів і широкого кола читачів набула його книга «Воспитать воспитателя» (1989), перевидана в Україні в 2004 році. В. А. Босенко приділяв велику увагу популяризації ідей матеріалістичної діалектики засобами філософської публіцистики. Його статті друкувалися в низці газет та журналів. 
В. А. Босенко дружив і активно співпрацював з Ю. А. Ждановим, Ільєнковим, Л. К. Науменком. Був науковим керівником кандидатської дисертації видатного теоретика естетики  Анатолія Канарського. 
Дружина і однодумець Валерія Босенко — Леоніда Сергіївна Горбатова. Кандидат філософських наук, працювала на кафедрі етики і естетики Київського державного університету, автор книги «Моральні принципи соціалістичного суспільства», в якій здійснена одна з нечисленних спроб розгляду проблем моралі і моральності з точки зору матеріалістичної діалектики. 
Син -  Олексій Валерійович Босенко (1958-2021), філософ.
Помер В. О. Босенко 19 березня 2007 року в Києві. Похований на  Байковому кладовищі.

## Спадок
Валерій Олексійович Босенко вніс величезний внесок у справу збереження та розвитку діалектичної марксистській традиції як в радянські роки, так і після розвалу СРСР. Його роботи «Діалектика як теорія розвитку» та «Актуальні проблеми діалектичного матеріалізму» стали класичними і були перевидані в 2001 році під загальною назвою «Загальна теорія розвитку». 
В. А. Босенко — автор нового і ефективного способу навчання — методу проблемних груп, який активно застосовувався і застосовується його учнями і послідовниками в ході викладацької діяльності і при організації гуртків з діалектики. У різний час гуртки, побудовані за системою Босенко, працювали в Києві, Маріуполі, Хмельницькому, Вінниці, Дрогобичі. Зараз активно діють кілька гуртків в різних вузах Києва та два гуртка в Москві. 
Деякі учні та послідовники В. А. Босенко справляли помітний вплив на діяльність таких громадських організацій як Всеукраїнський Союз робітників (з 1996 по 2004 рік), Організація марксистів, газети «Рабочий класс» (до 2004 року), сайту communist.ru, який виходив російською, англійською, іспанською і арабською мовами, журналів «Против течения», «Пропаганда» [Архівовано 17 липня 2019 у Wayback Machine.]. 

## Основні роботи
- До питання про діалектику взаємовідношення «вибуху» і «стрибка» в процесі руху. К., 1961;
- Диалектика как теория развития. К., 1966;
- Актуальные проблемы диалектического материализма. К., 1983;
- Воспитать воспитателя (над чем не работают и о чём не спорят философы). К., 1990; [Архівовано 3 липня 2014 у Wayback Machine.]  [Архівовано 3 липня 2014 у Wayback Machine.]
- Всеобщая теория развития. К., 2001. [Архівовано 3 липня 2014 у Wayback Machine.]
- Диалектика мстит за пренебрежение к ней. К., 2010. [Архівовано 28 квітня 2011 у Wayback Machine.]
- Размышления по поводу и по существу [Архівовано 5 лютого 2016 у Wayback Machine.]